# Amar Gegić
Amar Gegić, né le 14 février 1998 à Stuttgart en Allemagne, est un joueur germano-bosnien de basket-ball évoluant aux postes de meneur et d'arrière.

## Biographie
Le 15 septembre 2022, il rejoint le championnat de France et le Paris Basketball.
Le 6 novembre 2023, il vient renforcer les Metropolitans 92. Il quitte néanmoins le club francilien le 28 décembre pour rejoindre Gran Canaria, club évoluant dans le championnat espagnol et en EuroCoupe.

## Palmarès

### En club
- Champion de Croatie en 2022
- Vainqueur de la Coupe de Croatie en 2022
- Vainqueur de la Coupe de Serbie en 2019